# 颱風象神 (2006年)
颱風象神（英語：Typhoon Xangsane；國際編號：0615；中國氣象局編號：0616；聯合颱風警報中心編號：18W；菲律賓大氣地球物理和天文管理局：Milenyo）是2006年太平洋颱風季的一個熱帶氣旋。象神是老撾提供的名字，指象。
象神曾嚴重影響菲律賓北部、越南甚至泰國，由於造成了廣泛的破壞，2006年12月4日至9日的第39次世界氣象組織颱風委員會會議中決定把象神這個名字退役，由「麗琵」替代。
由於象神造成超過200億菲律賓比索的損失，菲律賓大氣地球物理和天文服務管理局把該颱風的當地名稱Milenyo從命名表中除名。以後將不再使用。2007選擇Mario替代Milenyo。

## 發展過程及路徑
位於菲律賓以東的一個熱帶擾動於2006年9月25日下午增強成為熱帶低氣壓。它在9月26日清晨達到熱帶風暴強度，被日本氣象廳命名為象神。它其後爆發性增強，从协调世界时9月26日0时被命名起计24小时后十分钟平均风力增强了50节（从35节增强到85节）， 在9月27日上午的一分鐘平均風力已達到四級颱風強度， 十分鐘平均風力也達三級颱風強度。
象神形成後緩慢的向著西北偏西移動，於9月27日上午掠過薩馬島，並在呂宋島東南部登陸。象神在27日至28日間以西北偏西的路徑橫過呂宋南部，一度經過馬尼拉都會區上空，並成為11年來直接影響該國最強烈的颱風。 受菲律賓的地形影響，象神的強度有所減弱，美国联合台风警报中心认为其一分鐘平均風力降至三級颱風（95节），日本氣象廳更估計象神的十分鐘平均風力減至颱風下限（65海里每小時）。
象神在9月28日上午後段時間進入南海中部，轉向偏西方向移動並重新增強至四級颱風強度。象神在10月1日上午2時後於峴港登陸，並轉向西南偏西移動，當日中午前進入老撾，並在晚上進入泰國。最終象神在10月2日日間於泰國北部減弱為低壓區。

## 防災

### 菲律賓
在9月27日，菲律賓大氣地球物理和天文管理局在呂宋發出了三號風暴警報，預料當地將出現時速100至185公里的風力；在呂宋中部和薩馬島北部發出了二號風暴警報，預料當地將出現時速60至100公里的風力；在呂宋北部包括馬尼拉和維薩亞斯則發出了一號風暴警報，預料當地將出現時速30至60公里的風力。這些地區的學校停課，機場和海港關閉。9月28日，菲律賓航空取消了超過一半從馬尼拉阿基諾國際機場起飛的航班。 當局並警告馬尼拉都會區和甲拉巴松區可能出現水浸和強風。
在9月28日，當預報顯示象神很可能吹襲馬尼拉都會區，PAGASA把馬尼拉和呂宋中部的風暴警報提升至三號。當日稍後，所有風暴警報被取消。

### 越南
象神第二次登陸之前，越南政府成立由副總理阮生雄領導的指揮委員會，監督該國中部居民撤離和防災工作。 當局在河靜省和富安省的低窪地區及有山泥傾瀉危險的地區疏散了超過30萬人。越南政府命令2,400艘船隻，包括273艘漁船，返回港口暫避。9月30日和10月1日，越南航空所有航班均被取消或改飛其他地方。 這些工作是為了避免該國在同年的颱風珍珠影響後再遭受慘重的損失。

### 泰國
雖然象神已在陸地上減弱，但當局仍警告泰國北部居民象神的殘餘將帶來水災、強風、山泥傾瀉和泥石流，該國軍隊也被派往協助防災工作。

## 影響

### 菲律賓

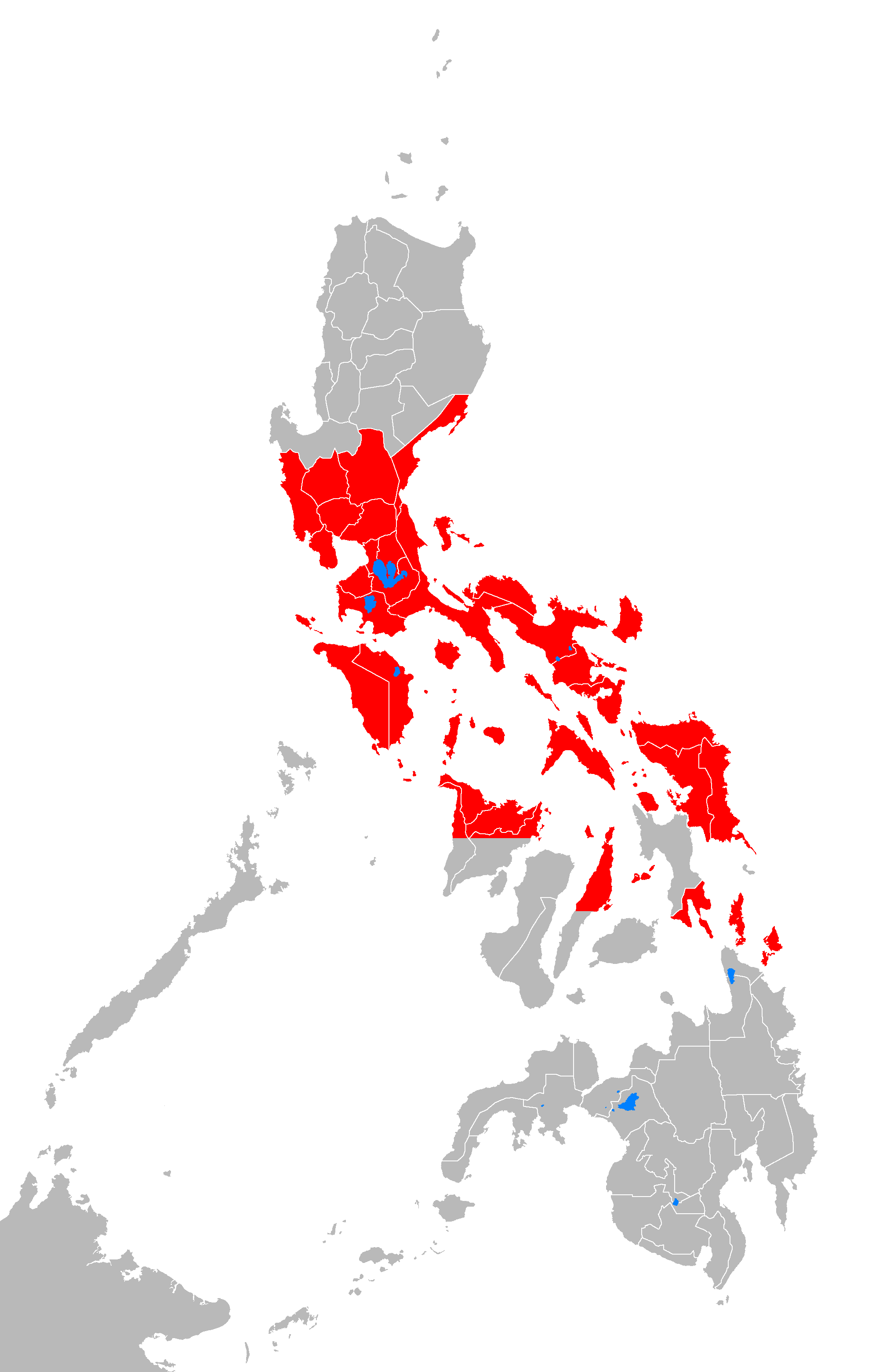
菲律賓曾對象神發出風暴警報的省份。

象神在菲律賓以東海面迅速增強並登陸菲律賓第一大島呂宋島，並在9月28日經過馬尼拉上空。當地出現水浸和山泥傾瀉，堵塞道路。惡劣天氣令政府辦公室關閉，學校停課。 菲律賓的一些地區連續停電達六天，呂宋島甚至發生全島的大停電。 全國不少樹木和廣告牌被大風吹倒。菲律賓的一些官員形容，象神曾是1995年颱風安琪拉以來對菲律賓影響最嚴重的颱風，但此紀錄已於7年後被2013年颱風海燕打破。
此外，菲律賓的海陸空交通也大受影響，超過3,500名旅客滯留。 菲律賓政府估計，大約2百萬人在19個省份受象神影響。 象神在穿越菲律賓群島途中摧毀了不少房屋和農地， 直接造成197人死亡，帶來直接經濟損失119萬美元。

### 中南半島

#### 越南
象神於10月1日上午9時以三級颱風強度於越南的峴港市登陸，越南政府緊急撤離了約20萬居民。象神在越南造成6.29億美元的損失，並導致71人喪生，其中26人在峴港；25人在廣南省或乂安省。 風暴在越南摧毀了32,000間房屋，吹倒大樹和電纜，大雨淹沒街道。
象神也嚴重破壞當地農業、畜牧業和水產業。在廣平省，超過300,000公頃農作物（大部分為稻米）被洪水損壞或沖走， 近1,300公頃水產養殖場被破壞，786艘漁船不知所終。

#### 泰國
象神的殘餘在10月2日移至泰國上空，並與季候風的濕氣合併，在該國的35個省份引起猛烈的暴雨。洪水沖毀堤霸，損壞了2,100平方公里的農地和基建， 暴雨在很多地區造成3公尺高的水浸。 當局表示水災導致14人罹難。

### 中国
象神於當地時間10月1日深夜引起海南省萬寧市兩條村莊受到龍捲風襲擊，1死12傷。龍捲風導致兩條村莊共28間房屋倒塌，數十間房屋損毀。當地氣象部門表示，龍捲風是由颱風象神外圍螺旋雨帶所誘發。估計象神對海南省造成的經濟損失達80萬美元。

## 災後

### 菲律賓

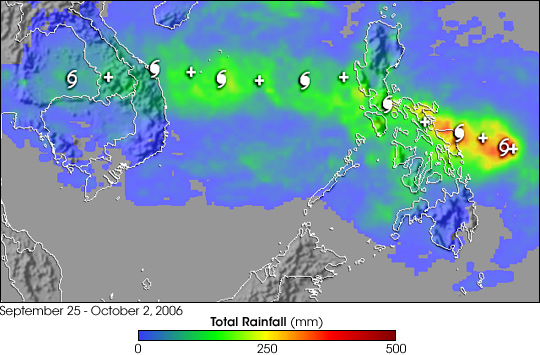
東南亞的總雨量，雨量最大的地區是象神行經的路徑（為颱風象神的位置）

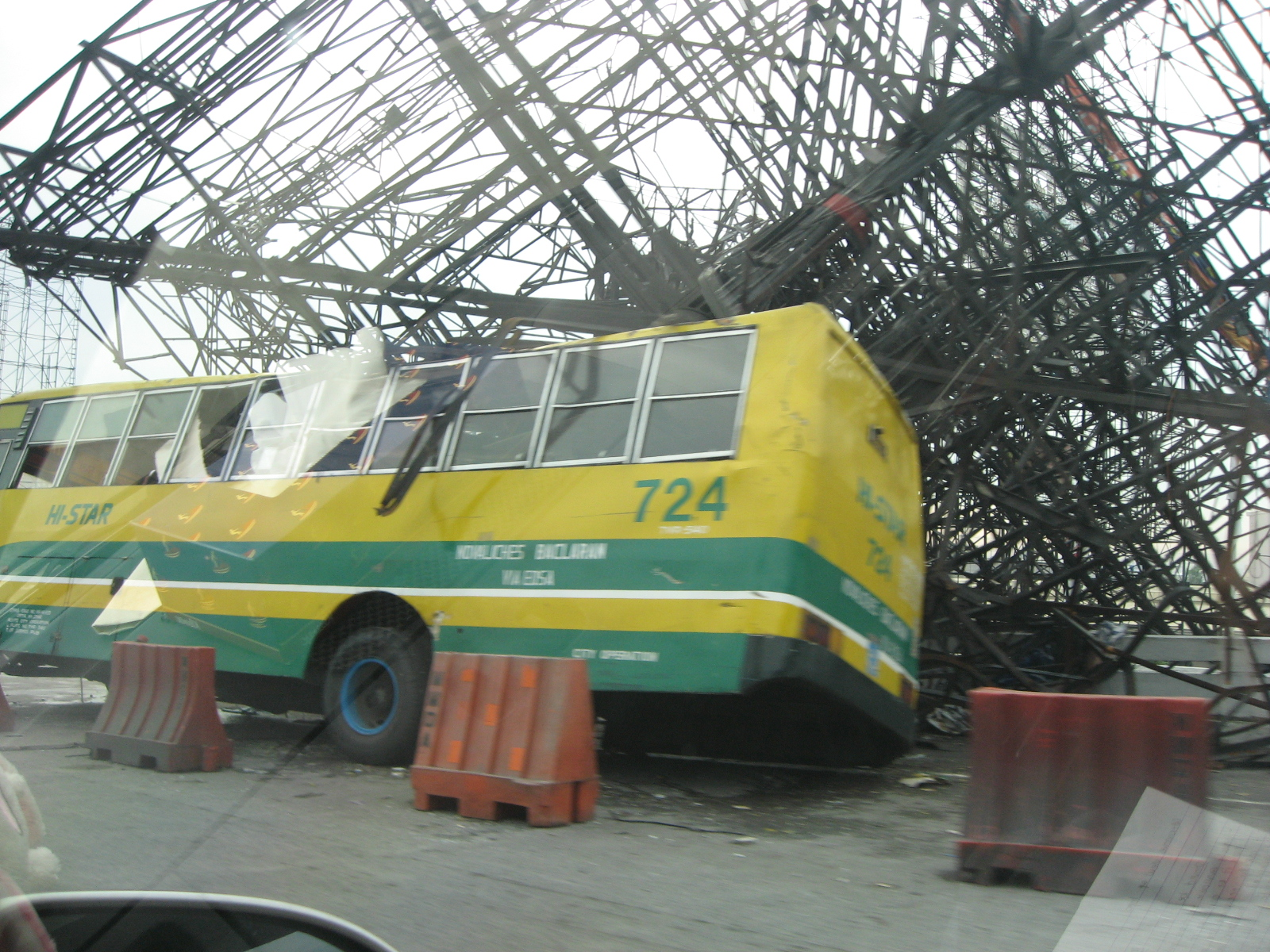
颱風象神吹塌了位於馬卡蒂的廣告板，一輛汽車被塌下來的廣告板壓中

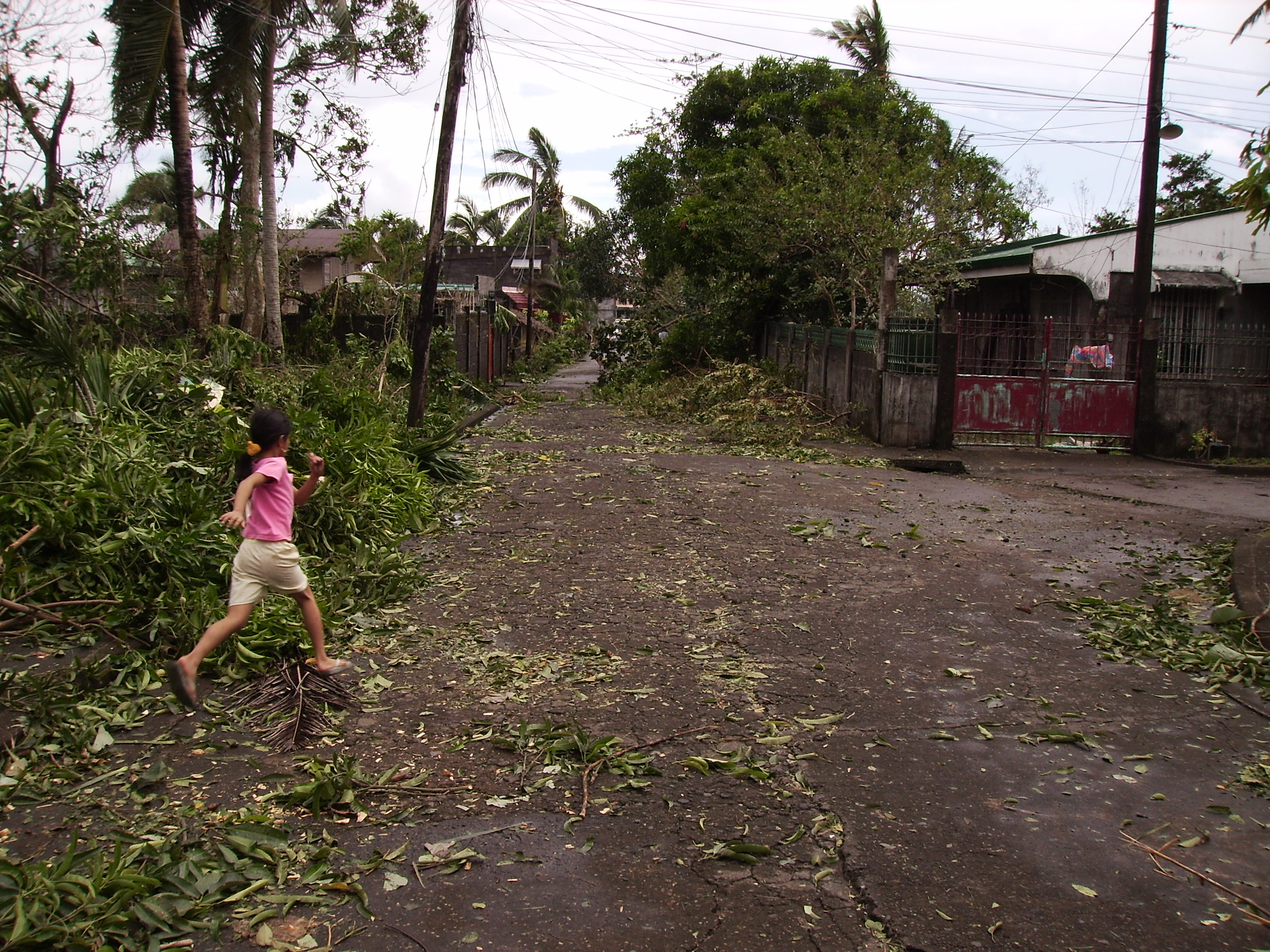
颱風象神吹襲塔瓦科的情況

象神通過菲律賓後，紅十字會與紅新月會國際聯合會要求籌募570萬瑞士法郎協助菲律賓紅十字會作救援工作，聯合會也派遣了3,000名工作人員和3個災難救援小組前往災區進行搜索和救援任務、估計損失以及協助災民。菲律賓紅十字會為超過6,300個家庭提供罐裝食物、米飯、衣服和個人衛生用品，當地的志願人士也為災民提供協助。
在馬尼拉，被風吹倒的廣告牌導致人員傷亡，甚至阻塞交通。有見及此，該國參議員推動運動，要求拆除馬尼拉所有的廣告牌。

### 越南
10月3日，紅十字會與紅新月會國際聯合會發放了10萬瑞士法郎協助越南紅十字會作救援工作，翌日又緊急籌募100萬瑞士法郎。越南政府發放了1,000億越南盾和1,500公噸稻米協助該國中部的重建工作，越南祖國陣線要求國內和國際社會援助。

### 泰國
象神的殘餘在泰國中部引發水災後，泰國政府和泰國紅十字會撤離當地居民。紅十字會為災民提供救濟物品套裝、飲用水和藥物。

## 名称退役
由於象神造成超過200億菲律賓比索的損失，菲律賓大氣地球物理和天文服務管理局把該颱風的當地名稱Milenyo從命名表中除名。以後將不再使用。2007選擇Mario替代Milenyo。
由於象神重創菲律宾、越南和泰国。为此颱風委員會决定將「象神」退役，新名稱由「麗琵」取代。

## 外部連結
- 象神登陸時在會安拍攝的片段 （页面存档备份，存于）